# يوهان فان شريفن
يوهان فان شريفن (1874 – 10 نوفمبر 1924) هو مبارز بالسيف هولندي راحل، مثّل بلاده في الألعاب الأولمبية الصيفية 1908.

## روابط رياضية
يوهان فان شريفن على موقع أوليمبيديا (الإنجليزية)